# Ribera de Chapala
La Ribera del Lago de Chapala es una zona turística del estado de Jalisco, México, conformada por las localidades que se ubican a orillas del lago de Chapala. las principales localidades de la región son: Ocotlán, Chapala, Jocotepec y Ajijic.

## El Lago
El lago de Chapala es el embalse natural más grande de México, al contar con 1112 km². Se localiza en los estados de Jalisco y Michoacán, aunque la mayor parte del cuerpo de agua pertenece al primero.El lago tiene una capacidad total de aproximadamente 8000 hectómetros cúbicos (hm³) y una superficie total de 114 659 hectáreas (1146,6 km²), de las cuales el 86 % se hallan en Jalisco y el 14 % en Michoacán. Este lago es la principal fuente de abastecimiento de agua potable de la Zona Metropolitana de Guadalajara, porque aporta el 60 % de líquido que llega a la ciudad. 

### Flora y Fauna
La flora que logramos encontrar en esta región es bastante diversa, entre las cuales destacan:
• Tripilla o lenteja de agua (Promageton angustissimus) 
vive en las zonas en torno a la ribera y se identifica por las sombras que forma debajo del agua.
• Lirios (Eichhornia craaipes), forma parte de esta vegetación, se encuentran donde desembocan los ríos o áreas próximas a la orilla, por temporadas llega a tener tasa de crecimiento muy elevada, se considera una especie exótica, pero debido a la gran cantidad de los mismos son considerados una plaga que ha alternado drásticamente el ecosistema del Lago de Chapala.
• Juncal o Carrizo (Phragmites australis), estás plantas se consideran acuáticas teniendo un gran impacto en el ecosistema del Lago de Chapala.
• Guaje (Leucaena leucocephala)
• Papelillo (Bougainvillea).
• Pajonal (Calamagrostis effusa).
• Guamúchil (Pithecellobium dulce).
• Pino (Pinus).
• Encino (Quercus).
• Tabachín (Delonix regia).
• Nopal (Opuntia ficus-indica).
• Palo dulce (Eysenhardtia polystachya).
• Huizache (Vachellia farnesiana).

La fauna que caracteriza en mayor parte al Lago de Chapala son las especies acuáticas, pues este es el recurso que más abunda, se conocen cerca de 39 especies de peces nativas y 4 introducidas, varias ya se extinguieron y otras están en peligro de desaparecer, al igual que existen varias especias de charal propias del lago. Aparecen también 2 especies de almejas y 2 de crustáceos: el cangrejo de río (acocil) y el cangrejo redondo.
En los territorios de tierra firme también es posible apreciar ejemplares de:
• Venados (Cervidae)
• Coyotes (Canis latrans)
• Zorrillos (Mephitidae)
• Conejos (Oryctolagus cuniculus)
Víboras de cascabel (Crotalus durissus)
Más específicamente, en cuanto a los mamíferos existentes en la zona se estima que un 31% son de origen neotropical, un 25% neárticos y un 44% comparten estas características, ya que se trata de especies cuya distribución se extiende entre estas dos regiones.

## Turismo
Hay diversos lugares turísticos en las localidades de la ribera en especial en Chapala y Ajijic También Conocido Por ser el Uno de los 9 Pueblos Mágicos de Jalisco
- Malecón de Chapala
- Malecón de Ajijic
- Plaza principal de Ajijic
- Monumento a pio IX Jamay
- Plaza Principal de Ocotlán
- Parroquia del Señor de la Misericordia Ocotlán
- Parroquia de San Francisco de Asís Chapala
- Balneario de San Juan Cosalá
- Malecón de Jocotepec
- Centro cultural Jesús González Gallo Chapala
- Zona de Restaurantes de San Juan Cosalá
- Plaza Principal de Jamay
- Plaza principal de Jocotepec.
- Isla de Mezcala
- Isla de los Alacranes[4]

## Localidades
Hay siete municipios que son parte de la Ribera en el estado de Jalisco (otros están en Michoacán) los cuales son: Chapala, Ocotlán, Poncitlán, Jamay, Tizapán el Alto, Jocotepec, y Tuxcueca. de Localidades están: Chapala, Ajijic, San Juan Cosalá, San Antonio Tlayacapan, Mezcala de la Asunción, Jamay, Jocotepec, Ocotlán, San Nicolás de Ibarra, Santa Cruz de la Soledad y otras como: San Cristóbal Zapotitlán, San Luis Soyatlán, San Pedro Tesistán, San Pedro Itzicán, Tuxcueca y Chantepec. todas a orillas del lago de Chapala. (Otras localidades están en el Estado de Michoacán)

## Clima
El clima es templado subhúmedo con lluvias en los meses de junio a octubre. Los climas más secos son en los meses de marzo y abril mientras los más cálidos son abril y mayo y los más fríos son diciembre y enero. 

## Galería
|                                                        |
| Torres de la parroquia y el castillo branif en chapala |

|                    |
| Malecón de Chapala |

|                 |
| Lago de Chapala |

|                                               |
| Parroquia de San Francisco de Asís en Chapala |

|                                           |
| Parroquia de San Andrés Apóstol en Ajijic |

|                               |
| Capilla del Rosario en Ajijic |

|                   |
| Malecón de Ajijic |

|                                    |
| Calle "16 de Septiembre" en Ajijic |

|                               |
| Atrio de la iglesia en Ajijic |

|                                                   |
| Parroquia del Señor de la misericordia en Ocotlán |

|                             |
| Monumento a pio IX en Jamay |

|                                                       |
| Parroquia de nuestra señora de la Asunción en mezcala |

|                                                                       |
| Vista de la isla de Mezcala desde el pueblo de Mezcala de la Asunción |

|                                                                    |
| Vista del Lago y el cerro de García en el cerro de San Juan Cosalá |

|                                            |
| Parroquia del Señor del monte en Jocotepec |

|                                                             |
| Parroquia de San Antonio de Padua en San Antonio Tlayacapan |

|                              |
| Malecón de San Luis Soyatlán |